# 西佩雷斯
西佩雷斯，是西班牙卡斯蒂利亚-莱昂萨拉曼卡省的一个市镇。 总面积105平方公里，总人口419人（2001年），人口密度4人/平方公里。